# Binari
Das Baga Binari ist die Sprache des Baga-Volkes und wird in West-Guinea von ungefähr 3.000 Einwohnern gesprochen.
Es ist eine der Baga-Sprachen der Sprachgruppe der westatlantischen Sprachen innerhalb der Niger-Kongo-Sprachfamilie. Sie ist verwandt mit der Temnischen Sprache in Sierra Leone.